# Egyptair Flight 804
EgyptAir Flight 804 var en reguljär flygning från Paris, Frankrike till Kairo, Egypten som försvann över Medelhavet den 19 maj 2016 klockan 02:45 CEST. Ombord på planet fanns 56 passagerare och 10 besättningsmän. Den 20 maj meddelade egyptiska myndigheter att vrakdelar från planet hade hittats cirka 290 km norr om Alexandria, Egypten.

## Försvinnande

Planet avgick den 18 maj 2016 klockan 23:09 (CEST) från Paris-Charles de Gaulle mot Kairos internationella flygplats. Klockan 02:45 försvann planet från radar, 282 kilometer norr om den egyptiska kusten, nära den grekiska ön Kreta. Planet befann sig på 11 000 meters höjd innan det påbörjade sin nedfart. Radarkontakt förlorades vid en höjd på 3 000 meter.
Våren 2022 kom utredare fram till att olyckan orsakats av att en brand utbrutit i cockpit till följd av att en av besättningsmännen rökt en cigarett. Cigaretten har sedan, i kombination med en läckande syrgasmask, orsakat branden.
Hösten 2024 släpptes en slutlig rapport om olyckan där Egyptiska och Franska utredare kommer fram till olika slutsatser. Den egyptiska utredningen anser att ett bombdåd startade en brand i främre delen av flygplanet, branden blev extra våldsam pga en läckande syrgasledning. Den franska utredningen å sin sida finner inga belägg för bombteorin, utan anser att läckande syrgas från andrepilotens mask antänts av ett tekniskt fel. Uppgiften om rökning i cockpit avfärdas som ett rykte på grund av felöversättning. 

## Passagerare och besättning
56 passagerare från 12 olika länder var ombord på planet, samt tio i besättningen. I besättningen fanns tre säkerhetspersonal, fem flygvärdar och två piloter. Kaptenen hade 6 275 flygtimmar, varav 2021 i A320-flygplan.
| Nationalitet       | Antal | Kommentar                      |
| ------------------ | ----- | ------------------------------ |
| Egypten            | 30    |                                |
| Frankrike          | 15    |                                |
| Irak               | 2     |                                |
| Storbritannien     | 1     | Även australiskt medborgarskap |
| Kanada             | 1     | Även egyptiskt medborgarskap   |
| Belgien            | 1     |                                |
| Portugal           | 1     |                                |
| Kuwait             | 1     |                                |
| Saudiarabien       | 1     |                                |
| Sudan              | 1     |                                |
| Tchad              | 1     |                                |
| Algeriet           | 1     |                                |
| Okänd nationalitet | 10    | Besättning                     |
| Totalt             | 66    |                                |